# Liga Campionilor 1996-1997
Liga Campionilor 1996-1997 a fost a 42-a ediție a Cupei Campionilor Europeni și a 5-a de la înființarea Ligii Campionilor UEFA.

## Runda de calificare
The winners of each tie in the preliminary round entered the Champions League group stage, whilst the losers entered the UEFA Cup First Round.
| Echipa 1         | Scor gen. | Echipa 2           | Tur | Retur    |
| ---------------- | --------- | ------------------ | --- | -------- |
| Maccabi Tel Aviv | 1–2       | Fenerbahçe         | 0–1 | 1–1      |
| Rangers          | 10–3      | Alania Vladikavkaz | 3–1 | 7–2      |
| Panathinaikos    | 1–3       | Rosenborg          | 1–0 | 0–3(aet) |
| IFK Göteborg     | 4–1       | Ferencváros        | 3–0 | 1–1      |
| Widzew Łódź      | (d)4–4    | Brøndby            | 2–1 | 2–3      |
| Grasshopper      | 6–0       | Slavia Praga       | 5–0 | 1–0      |
| Club Brugge      | 2–5       | Steaua București   | 2–2 | 0–3      |
| Rapid Viena      | 6–2       | Dinamo Kiev        | 2–0 | 4–2      |

| Maccabi Tel Aviv | 0 – 1  | Fenerbahçe     |
| ---------------- | ------ | -------------- |
|                  | Raport | Kemalettin 42' |

| Fenerbahçe | 1 – 1  | Maccabi Tel Aviv |
| ---------- | ------ | ---------------- |
| Tayfun 19' | Raport | Driks 75'        |

## Faza grupelor

### Grupa A
| Echipă      | Pct | W | D | L | GF | GA | GD | Pts |
| ----------- | --- | - | - | - | -- | -- | -- | --- |
| Auxerre     | 6   | 4 | 0 | 2 | 8  | 7  | +1 | 12  |
| Ajax        | 6   | 4 | 0 | 2 | 8  | 4  | +4 | 12  |
| Grasshopper | 6   | 3 | 0 | 3 | 8  | 5  | +3 | 9   |
| Rangers     | 6   | 1 | 0 | 5 | 5  | 13 | -8 | 3   |

| Etapa 1     |     |             |
| Auxerre     | 0–1 | Ajax        |
| Grasshopper | 3–0 | Rangers     |
| Etapa 2     |     |             |
| Rangers     | 1–2 | Auxerre     |
| Ajax        | 0–1 | Grasshopper |
| Etapa 3     |     |             |
| Auxerre     | 1–0 | Grasshopper |
| Ajax        | 4–1 | Rangers     |
| Etapa 4     |     |             |
| Grasshopper | 3–1 | Auxerre     |
| Rangers     | 0–1 | Ajax        |
| Etapa 5     |     |             |
| Rangers     | 2–1 | Grasshopper |
| Ajax        | 1–2 | Auxerre     |
| Etapa 6     |     |             |
| Auxerre     | 2–1 | Rangers     |
| Grasshopper | 0–1 | Ajax        |

### Grupa B
| Echipă           | Pct | W | D | L | GF | GA | GD  | Pts |
| ---------------- | --- | - | - | - | -- | -- | --- | --- |
| Atlético Madrid  | 6   | 4 | 1 | 1 | 12 | 4  | +8  | 13  |
| Dortmund         | 6   | 4 | 1 | 1 | 14 | 8  | +6  | 13  |
| Widzew Łódź      | 6   | 1 | 1 | 4 | 6  | 10 | -4  | 4   |
| Steaua București | 6   | 1 | 1 | 4 | 5  | 15 | -10 | 4   |

| Etapa 1           |     |                   |
| Atlético Madrid   | 4–0 | Steaua București  |
| Borussia Dortmund | 2–1 | Widzew Łódź       |
| Etapa 2           |     |                   |
| Widzew Łódź       | 1–4 | Atlético Madrid   |
| Steaua București  | 0–3 | Borussia Dortmund |
| Etapa 3           |     |                   |
| Atlético Madrid   | 0–1 | Borussia Dortmund |
| Steaua București  | 1–0 | Widzew Łódź       |
| Etapa 4           |     |                   |
| Borussia Dortmund | 1–2 | Atlético Madrid   |
| Widzew Łódź       | 2–0 | Steaua București  |
| Etapa 5           |     |                   |
| Widzew Łódź       | 2–2 | Borussia Dortmund |
| Steaua București  | 1–1 | Atlético Madrid   |
| Etapa 6           |     |                   |
| Atlético Madrid   | 1–0 | Widzew Łódź       |
| Borussia Dortmund | 5–3 | Steaua București  |

### Grupa C
| Echipă            | Pct | W | D | L | GF | GA | GD  | Pts |
| ----------------- | --- | - | - | - | -- | -- | --- | --- |
| Juventus          | 6   | 5 | 1 | 0 | 11 | 1  | +10 | 16  |
| Manchester United | 6   | 3 | 0 | 3 | 6  | 3  | +3  | 9   |
| Fenerbahçe        | 6   | 2 | 1 | 3 | 3  | 6  | -3  | 7   |
| Rapid Viena       | 6   | 0 | 2 | 4 | 2  | 12 | -10 | 2   |

| Etapa 1           |     |                   |
| Rapid Viena       | 1–1 | Fenerbahçe        |
| Etapa 2           |     |                   |
| Manchester United | 2–0 | Rapid Viena       |
| Etapa 3           |     |                   |
| Fenerbahçe        | 0–2 | Manchester United |
| Etapa 4           |     |                   |
| Manchester United | 0–1 | Fenerbahçe        |
| Etapa 5           |     |                   |
| Fenerbahçe        | 1–0 | Rapid Viena       |
| Etapa 6           |     |                   |
| Rapid Viena       | 0–2 | Manchester United |

| Juventus   | 1 – 0  | Manchester United |
| ---------- | ------ | ----------------- |
| Bokšić 34' | Raport |                   |

| Fenerbahçe | 0 – 1  | Juventus   |
| ---------- | ------ | ---------- |
|            | Raport | Bokšić 22' |

| Rapid Viena | 1 – 1  | Juventus    |
| ----------- | ------ | ----------- |
| Lesiak 20'  | Raport | C. Vieri 9' |

| Juventus                                    | 5 – 0  | Rapid Viena |
| ------------------------------------------- | ------ | ----------- |
| Bokšić 5' 61' Montero 28' Del Piero 29' 75' | Raport |             |

| Manchester United | 0 – 1  | Juventus             |
| ----------------- | ------ | -------------------- |
|                   | Raport | Del Piero 36' (pen.) |

| Juventus                 | 2 – 0  | Fenerbahçe |
| ------------------------ | ------ | ---------- |
| Padovano 42' Amoruso 85' | Raport |            |

### Grupa D
| Echipă    | Pct | W | D | L | GF | GA | GD | Pts |
| --------- | --- | - | - | - | -- | -- | -- | --- |
| Porto     | 6   | 5 | 1 | 0 | 12 | 4  | +8 | 16  |
| Rosenborg | 6   | 3 | 0 | 3 | 7  | 11 | -4 | 9   |
| Milan     | 6   | 2 | 1 | 3 | 13 | 11 | +2 | 7   |
| Göteborg  | 6   | 1 | 0 | 5 | 7  | 13 | -6 | 3   |

| Etapa 1      |     |              |
| IFK Göteborg | 2–3 | Rosenborg    |
| Etapa 2      |     |              |
| Porto        | 2–1 | IFK Göteborg |
| Etapa 3      |     |              |
| Rosenborg    | 0–1 | Porto        |
| Etapa 4      |     |              |
| Porto        | 3–0 | Rosenborg    |
| Etapa 5      |     |              |
| Rosenborg    | 1–0 | IFK Göteborg |
| Etapa 6      |     |              |
| IFK Göteborg | 0–2 | Porto        |

| Milan               | 2 – 3  | Porto                    |
| ------------------- | ------ | ------------------------ |
| Simone 15' Weah 69' | Raport | Artur 53' Jardel 76' 82' |

| Rosenborg    | 1 – 4  | Milan                      |
| ------------ | ------ | -------------------------- |
| Soltvedt 16' | Raport | Simone 6' 23' 25' Weah 56' |

| IFK Göteborg                    | 2 – 1  | Milan    |
| ------------------------------- | ------ | -------- |
| Wahlstedt 75' Alexandersson 85' | Raport | Weah 53' |

| Milan                                                   | 4 – 2  | IFK Göteborg                   |
| ------------------------------------------------------- | ------ | ------------------------------ |
| Boban 4' Albertini 13' (pen.) Locatelli 44' Baggio 90+' | Raport | Blomqvist 27' A. Andersson 32' |

| Porto        | 1 – 1  | Milan      |
| ------------ | ------ | ---------- |
| Edmilson 71' | Raport | Davids 52' |

| Milan       | 1 – 2  | Rosenborg                |
| ----------- | ------ | ------------------------ |
| Dugarry 45' | Raport | Brattbakk 30' Heggem 70' |

## Sferturi de finală
| Echipa 1          | Scor gen. | Echipa 2        | Tur | Retur    |
| ----------------- | --------- | --------------- | --- | -------- |
| Borussia Dortmund | 4–1       | Auxerre         | 3–1 | 1–0      |
| Manchester United | 4–0       | Porto           | 4–0 | 0–0      |
| Ajax              | 4–3       | Atlético Madrid | 1–1 | 3–2(aet) |
| Rosenborg         | 1–3       | Juventus        | 1–1 | 0–2      |

### Primul tur
| Manchester United                      | 4 – 0  | FC Porto |
| -------------------------------------- | ------ | -------- |
| May 24' Cantona 34' Giggs 61' Cole 80' | Raport |          |

| Rosenborg    | 1 – 1  | Juventus     |
| ------------ | ------ | ------------ |
| Soltvedt 51' | Raport | C. Vieri 52' |

### Turul doi
| FC Porto | 0 – 0  | Manchester United |
| -------- | ------ | ----------------- |
|          | Raport |                   |

| Juventus                      | 2 – 0  | Rosenborg |
| ----------------------------- | ------ | --------- |
| Zidane 43' Amoruso 90' (pen.) | Raport |           |

Juventus a câștigat 3–1 la general.

## Semi-finale
| Echipa 1          | Scor gen. | Echipa 2          | Tur | Retur |
| ----------------- | --------- | ----------------- | --- | ----- |
| Borussia Dortmund | 2–0       | Manchester United | 1–0 | 1–0   |
| Ajax              | 2–6       | Juventus          | 1–2 | 1–4   |

### Primul tur
| Borussia Dortmund    | 1 – 0  | Manchester United |
| -------------------- | ------ | ----------------- |
| Pallister 75' (o.g.) | Raport |                   |

| Ajax         | 1 – 2  | Juventus                 |
| ------------ | ------ | ------------------------ |
| Litmanen 66' | Raport | Amoruso 14' C. Vieri 41' |

### Turul doi
| Manchester United | 0 – 1  | Borussia Dortmund |
| ----------------- | ------ | ----------------- |
|                   | Raport | Ricken 8'         |

| Juventus                                         | 4 – 1  | Ajax         |
| ------------------------------------------------ | ------ | ------------ |
| Lombardo 34' C. Vieri 36' Amoruso 79' Zidane 81' | Raport | Melchiot 75' |

Juventus a câștigat 6–2 la general.

## Finală
| Borussia Dortmund         | 3 – 1  | Juventus      |
| ------------------------- | ------ | ------------- |
| Riedle 29' 34' Ricken 70' | Raport | Del Piero 66' |

| UEFA Champions League 1996-97 Câștigători |
| ----------------------------------------- |
| Germania                                  |
| Borussia Dortmund Primul titlu            |